# 高阿育
高阿育（?—?），是13世纪大理国点蒼山蓮花峰芒湧溪人氏，高泰明玄孙，高明清曾孙，高逾城生之孙，第十代中国公。
1176年，高观音妙（高泰明叔父高升祥的后代观音派）从白崖起兵，废黜中国公高寿昌，自立为相国。中国公落入观音派之手。1212年，高阿育代表逾城派推翻了高观音妙的弟弟高观音政，成为中国公。中国公再次落入逾城派手中，但是，大理国已经群雄割据，罗殿割据滇北，景昽割据滇南，自杞割据滇东，滇西各城由高氏子孙割据，实际互不统属。1225年，废国事，高阿育传位给高逾城隆。